# Ionel Dancă
Ionel Dancă (n. 29 ianuarie 1976, Dumbrăveni, România) este un deputat român, ales în 2020 din partea PNL. Este purtătorul de cuvânt al Forța Dreptei.